# Song to Say Goodbye
Song to Say Goodbye – drugi singel zespołu rocka alternatywnego Placebo z albumu Meds. Ponieważ "Because I Want You" był wydany tylko w Wielkiej Brytanii, w pozostałych miejscach jest uważany za pierwszy singel z albumu Meds.
Utwór odnosi się do uzależnienia od narkotyków, w szczególności od heroiny.
Na albumie Live at La Cigale znajduje się wersja live utworu.

## Spis utworów

### Płyta winylowa 7"
- Strona A – "Song to Say Goodbye" (Radio edit)
- Strona B – "Because I Want You" (Ladytron remix)

### Slimline Wallet CD
1. "Song to Say Goodbye" (Radio edit)
2. "Because I Want You" (Russell Lissack Bloc Party remix)

### Maxi CD
1. "Song to Say Goodbye" (wersja z albumu)
2. "36 Degrees" (Live from Wembley)
3. "Because I Want You" (Russell Lissack Bloc Party remix)
4. "Because I Want You" (Ladytron Club mix)